# 龔玄之
龚玄之（?—?），中国东晋隐士，字道玄，武陵郡汉寿县（今湖南省汉寿县北）人。长沙相、散骑常侍龚登之子。
龚玄之沉静好学，安于陋巷。州举秀才，公府征辟，没有出仕。晋孝武帝下诏与戴逵同时被征为散骑常侍、国子博士，龚玄之固辞不就。不久去世，时年五十八岁。侄子龔元壽。

## 延伸阅读
[在维基数据编辑]
 《晉書·卷094》，出自房玄齡《晉書》